# Де Вард, Майке
Майке де Вард (нидерл. Maaike de Waard, род. 11 октября 1996 года) — нидерландская пловчиха, выступавшая в плаваниии на спине и баттерфляем. Чемпионка Европы, многократный призер чемпионатов мира, рекордсменка мира в эстафете.

## Личные рекорды
| 25-метровый бассейн | 25-метровый бассейн | 25-метровый бассейн | 25-метровый бассейн                     |
| Дисциплина          | Время               | Дата                | Место                                   |
| ------------------- | ------------------- | ------------------- | --------------------------------------- |
| 50 м вольный стиль  | 24.10               | 3 ноября 2021       | Казань, Россия                          |
| 100 м вольный стиль | 53.51               | 6 ноября 2016       | Хофддорп, Нидерланды                    |
| 50 м на спине       | 25.97               | 19 декабря 2021     | Абу-Даби, Объединённые Арабские Эмираты |
| 100 м на спине      | 55.86               | 6 ноября 2021       | Казань, Россия                          |
| 50 м баттерфляй     | 24.92               | 13 декабря 2022     | Мельбурн, Австралия                     |
| 100 м баттерфляй    | 56.40               | 17 декабря 2022     | Мельбурн, Австралия                     |

| 50-метровый бассейн | 50-метровый бассейн | 50-метровый бассейн | 50-метровый бассейн   |
| Дисциплина          | Время               | Дата                | Место                 |
| ------------------- | ------------------- | ------------------- | --------------------- |
| 50 м вольный стиль  | 25.38               | 9 апреля 2017       | Эйндховен, Нидерланды |
| 100 м вольный стиль | 55.99               | 9 апреля 2017       | Эйндховен, Нидерланды |
| 50 м на спине       | 27.54               | 14 августа 2022     | Рим, Италия           |
| 100 м на спине      | 59.62               | 3 апреля 2022       | Гейдельберг, Германия |
| 50 м баттерфляй     | 25.62               | 13 августа 2022     | Рим, Италия           |
| 1100 м баттерфляй   | 58.10               | 4 декабря 2020      | Роттердам, Нидерланды |